# Championnat de Malte de football de deuxième division
La Maltese Challenge League est la deuxième plus haute division de football de Malte. Elle se nommait jusqu'en 2020 la Maltese First League. Les meilleures équipes du championnat sont promues chaque année en Maltese Premier Division tandis que les moins performantes sont reléguées en troisième division maltaise.

## Palmarès
| Saison    | Champion                                                                           | Vice-champion                                                                      |                                                                                    |
| --------- | ---------------------------------------------------------------------------------- | ---------------------------------------------------------------------------------- | ---------------------------------------------------------------------------------- |
| 1998–1999 | Gozo Football Club                                                                 | Żurrieq                                                                            |                                                                                    |
| 1999–2000 | Ħamrun Spartans                                                                    | Xghajra Tornadoes                                                                  |                                                                                    |
| 2000-2001 | Marsa                                                                              | Lija Athletic                                                                      |                                                                                    |
| 2001-2002 | Marsaxlokk                                                                         | Mosta                                                                              |                                                                                    |
| 2002-2003 | Msida St. Joseph                                                                   | Balzan Youths                                                                      |                                                                                    |
| 2003-2004 | St. Patrick                                                                        | Lija Athletic                                                                      |                                                                                    |
| 2004-2005 | Ħamrun Spartans                                                                    | Mosta                                                                              |                                                                                    |
| 2005-2006 | St. George's                                                                       | Marsa                                                                              |                                                                                    |
| 2006-2007 | Ħamrun Spartans                                                                    | Mqabba                                                                             |                                                                                    |
| 2007-2008 | Tarxien Rainbows                                                                   | Qormi                                                                              |                                                                                    |
| 2008-2009 | Dingli Swallows                                                                    | Vittoriosa Stars                                                                   |                                                                                    |
| 2009-2010 | Marsaxlokk                                                                         | Vittoriosa Stars                                                                   |                                                                                    |
| 2010-2011 | Balzan                                                                             | Mqabba                                                                             |                                                                                    |
| 2011-2012 | Melita                                                                             | Rabat Ajax                                                                         |                                                                                    |
| 2012-2013 | Naxxar Lions                                                                       | Vittoriosa Stars                                                                   |                                                                                    |
| 2013-2014 | Pietà Hotspurs                                                                     | Żebbuġ Rangers                                                                     |                                                                                    |
| 2014-2015 | Pembroke Athleta                                                                   | St. Andrews                                                                        |                                                                                    |
| 2015–2016 | Gżira United                                                                       | Ħamrun Spartans                                                                    |                                                                                    |
| 2016–2017 | Lija Athetlic                                                                      | Senglea Athletic                                                                   |                                                                                    |
| 2017–2018 | Qormi                                                                              | Pietà Hotspurs                                                                     |                                                                                    |
| 2018–2019 | Sirens                                                                             | Gudja United                                                                       |                                                                                    |
| 2019–2020 | Zejtun Corinthians                                                                 | Lija Athetlic                                                                      |                                                                                    |
| 2020–2021 | Compétition abandonnée en raison de la pandémie de Covid-19, aucun titre attribué. | Compétition abandonnée en raison de la pandémie de Covid-19, aucun titre attribué. | Compétition abandonnée en raison de la pandémie de Covid-19, aucun titre attribué. |
| 2021-2022 | Żebbuġ Rangers                                                                     | Pembroke Athleta                                                                   |                                                                                    |
| 2022-2023 | Sliema Wanderers                                                                   | Naxxar Lions                                                                       |                                                                                    |
| 2023-2024 | Melita                                                                             | St. Patrick                                                                        |                                                                                    |
| 2024-2025 | Valletta FC                                                                        | Tarxien Rainbows                                                                   |                                                                                    |